# Телевизија високе резолуције
Телевизија високе резолуције (скр. ХДТВ од енгл. HDTV, што је скраћеница од речи High-definition television, која у преводу значи „телевизија високе дефиниције”). Представља нови стандард емитовања телевизијског програма који се не ослања на старе и застареле системе. Главне одлике новог система су: већа резолуција, 16:9 однос ивица екрана (досадашњи 4:3), окружујући систем звука, могућа имплементација сервиса интерактивне телевизије. 
- Однос величина досадашњих стандарда и ХДТВ
- Резолуција ХДТВ 4 пута већа од стандардне.
- Резолуција стандардне телевизије (СДТВ).